# فرانسيس فارلي
فرانسيس فارلي (بالإنجليزية: Francis Farley)‏ (و. 1921 – م) هو فيزيائي من المملكة المتحدة . وهو عضواً في الجمعية الملكية .

## جوائز
حصل على جوائز منها:
- وسام هيوز (1980)
- زميل في الجمعية الملكية.